# Murshid Quli Jafar Khan
Murshid Quli Khan, también conocido como Mohammad Hadi (c. 1660 - 30 de junio de 1727), fue el primer Nawab de Bengala que sirvió desde 1717 hasta 1727.
Nacido hindú en la meseta de Deccan en c. 1670, Quli Khan fue comprado por el noble Mogol Haji Shafi. Después de la muerte de Shafi, trabajó bajo el Diván de Vidarbha, tiempo durante el cual atrajo la atención del entonces emperador Aurangzeb, quien lo envió a Bengala como el diván c. 1700. Sin embargo, entró en un sangriento conflicto con el subahdar de la provincia, Azim-us-Shan. Después de la muerte de Aurangzeb en 1707, fue trasladado a la meseta de Deccan por el padre de Azim-us-Shan del emperador mogol Bahadur Shah I. Sin embargo, fue devuelto como ministro del Subahdar en 1710. En 1717, fue nombrado como el Nawab Nazim de Murshidabad por Farrukhsiyar. Durante su reinado, cambió el sistema jagirdari (gestión de la tierra) al mal jasmani, que más tarde se transformaría en el sistema Zamindar. También continuó enviando ingresos del estado al imperio mogol. Construyó la mezquita Katra Masjid en Murshidabad, donde fue enterrado bajo los escalones de la escalera después de su muerte el 30 de junio de 1727. Fue sucedido por su yerno Shuja ud Din Muhammad Khan.

## Primeros años
De acuerdo con Sir Jadunath Sarkar, Quli Khan fue originalmente un hindú nacido con el nombre Surya Narayan Mishra, nacido en Deccan en c. 1670. El libro Ma'asir al-umara apoya esta afirmación. A los diez años aproximadamente, fue vendido a un persa llamado Haji Shafi que lo circuncidó y lo crio con el nombre de Mohammad Hadi. En c. 1690, Shafi dejó su puesto en la corte Mogol y regresó a Persia acompañado por Quli Khan. Cinco años después, tras la muerte de Shafi, regresó a la India y trabajó con Abdullah Khurasani, el Diwan de Vidarbha en el imperio mogol. Debido a su experiencia en el tema, fue observado por el emperador mogol Aurangzeb.
A diferencia de otros gobernantes islámicos, Quli Khan tenía solo una esposa, Nasiri Banu Begum, y no concubinas. Tuvo tres hijos, dos hijas y un hijo. Una de sus hijas se convirtió en la esposa de Nawab Shuja-ud-Din Muhammad Khan y madre de Sarfaraz Khan.

## Primer cargo en Bengala

### Conflicto con Azim-us-Shan
Aurangzeb nombró a Quli Khan el Diwan de Bengala en c. 1700. En ese momento, Azim-us-Shan, nieto del emperador mogol, era el subahdar de la provincia. No estuvo complacido con esta designación ya que tenía la intención de utilizar los ingresos recaudados de la provincia para financiar su campaña para ocupar el trono Mogol después de la muerte de Aurangzeb. Inmediatamente después de ser nombrado para el puesto, Quli Khan fue a Jahangirnagar (actual Daca) y transfirió a los funcionarios al servicio de Azim-us-Shan a él suyo mismo, enfureciendo a Azim-us-Shan. 

## Intento de asesinato
Por ello Azim-us-Shan planeo asesinar a Quli Khan. Aprovechando el hecho de que los soldados aún no habían cobrado, los convenció de que Quli Khan era responsable de la situación. Planeaba que rodearan a Quli Khan con el pretexto de confrontarlo por la falta de pago de sus salarios, y luego lo apuñalaran.
Una mañana, cuando Quli Khan iba a encontrarse con Azim-us-Shan, los soldados, bajo el liderazgo de Abdul Wahid, lo rodearon y le pidieron su salario. Pero, según el historiador Chowdhury, Quli Khan sabía que Shan era el responsable de incitar a los soldados, por lo que les dijo: "Han conspirado para asesinarme. Recuerden que Alamgir (Aurangzeb) lo va a saber todo. Absténganse de hacer tales cosas, ya que es una forma de mostrar falta de respeto al emperador. ¡Tengan cuidado! Si me matan, enfrentarán graves consecuencias ".
Azim-us-Shan estaba extremadamente preocupado de que Quli Khan supiera de sus planes de asesinato y temía la reacción de Aurangzeb. Quli Khan se comportó como si no supiera nada del plan. Sin embargo, escribió sobre el asunto a Aurangzeb, quien a su vez envió una carta, advirtiéndole a Shan que si Quli Khan estaba "herido, entonces se vengaría de él".

## Fundación de Murshidabad
Quli Khan sintiéndose inseguro en Daca, traslada su oficina a Mukshusabad aduciendo que lo hizo debido a que Mukshusabad estaba situada en la parte central de Bengala, lo que facilitaba la comunicación en toda la provincia. Como la ciudad estaba en las orillas del Ganges, las empresas comerciales europeas también habían establecido sus bases allí. Quli Khan pensó que sería fácil para él vigilar sus acciones. También reubicó a los banqueros en la nueva ciudad. Azim-us-Shan se sintió traicionado ya que esto se hizo sin su permiso. El historiador Chowdhury dice que Quli Khan pudo hacer esto porque tenía el "apoyo" de Aurangzeb. Un año después, en 1703, Aurangzeb transfirió a Shan de Bengala a Bihar y Farrukhsiyar se hizo el subahdar titular de la provincia. Este traslado su oficina a Mukshusabad. La ciudad se convirtió en un centro para todas las actividades de la región.
Quli Khan fue a Bijapur para encontrarse con Aurangzeb y darle los ingresos que se generaron en la provincia. El emperador estaba feliz con su trabajo y le regaló ropas, banderas, nagra y una espada. También le dio el título de Murshid Quli y le dio permiso para cambiar el nombre de la ciudad a Murshidabad (la ciudad de Murshid Quli Khan), lo que hizo cuando regresó a ella.
Cuando la ciudad fue renombrada es disputada por los historiadores. Sir Jadunath Sarkar dice que se le dio el título el 23 de diciembre de 1702, y que su regreso a la ciudad le habría llevado al menos tres meses; por lo que Mukshusabad cambió de nombre en 1703. Pero según el periódico Tarikh-i-Bangla, y el historiador persa Riwaz-us-Salatin, la ciudad cambió su nombre en c. 1704. Chowdhury opina que esta "podría ser la fecha correcta", ya que el representante de la British East India Company en la provincia de Orissa se reunió con Quli Khan a principios de 1704. El hecho de que las primeras monedas emitidas en Murshidabad tengan fecha de 1704 es una prueba contundente del año del cambio de nombre.

## Reinado

### Muerte de Aurangzeb
Hasta la muerte de Aurangzeb en 1707, todos los poderes del subahdar estaban en manos de Quli Khan. Fue sucedido por el padre de Azim-us-Shan Bahadur Shah I. Este volvió a nombrar a su hijo como subahdar de la provincia e hizo de Quli Khan su suplente. Azim-us-Shan influyó a su padre para expulsar a Quli Khan de la provincia. Como resultado, fue nombrado Diwan de Deccan en 1708 y se desempeñó en el cargo hasta 1709.
Pero, en 1710, Quli Khan regresó como el diwan (oficial de ingresos) de Bengala por consejo de Shan. Según Sarkar, lo hizo para formarse una lealtad con él, ya que pensó que sería imposible ocupar el trono de Delhi sin el apoyo de la nobleza local. A pesar de que lo trajeron de vuelta, su relación con el príncipe Mogol se mantuvo tensa.
Shah fue sucedido por Jahandar Shah en 1712, (27 de febrero de 1712-11 de febrero de 1713) y Farrukhsiyar lo siguió en 1713. En 1717, le dio a Quli Khan el título de Zafar Khan y lo convirtió en el Subahdar de Bengala, sosteniendo así el puesto de subahdar y diwan al mismo tiempo. Se declaró a sí mismo Nawab de Bengala y se convirtió en el primer nawab independiente de la provincia. La capital se trasladó de Daca a Murshidabad.

### Ingresos
Quli Khan reemplazó el sistema jagirdari Mogol con el sistema mal jasmani que era similar a los Ferme générale de Francia. Tomó bonos de seguridad de los contratistas o ijardaars que luego recolectaron los ingresos de la tierra. Aunque quedaron muchos jagirdars, fueron "aplastados" por los contratistas, que más tarde llegaron a ser conocidos como zamindars.
Quli Khan continuó su política de enviar parte de los ingresos recaudados al Emperador Mogol. Lo hizo incluso cuando el imperio estaba en decadencia y el emperador no tenía poder, ya que el poder se concentraba en las manos de los hacedores de reyes. Justificó su acción diciendo que sería imposible dirigir el Imperio mogol sin los ingresos que enviaba. El historiador Chowdhury dice que su verdadera razón era mostrar su lealtad al Emperador Mogol para que pudiera dirigir el estado según sus propios deseos.
Además los ingresos monetarios también se pagaron en especie. El propio Quli Khan solía llevar el dinero y otras formas de ingresos con la infantería y la caballería a Bihar, donde eran entregadas al recolector mogol.

### Estructuras construidas
Con Murshidabad evolucionando como la capital de Bengala, se hizo necesario que Quli Khan construyera edificios y oficinas para realizar trabajos desde esa ciudad. En la región de Dugharia de la ciudad, construyó un palacio, un diwankhana ("oficina de recaudación de ingresos", un tribunal de Hacienda). También construyó una posada y una mezquita para viajeros extranjeros. También construyó una menta en la ciudad en 1720. En el extremo oriental de la ciudad, construyó la mezquita Katra Masjid en 1724, donde fue enterrado después de su muerte.

### Condiciones en Murshidabad
Durante el reinado de Quli Khan, la gente de Murshidabad solía participar en muchos festivales. Uno de ellos fue el Punyah que ocurrió en la última semana del mes bengalí de Chaitra. Los zamindars, o sus representantes, participaron en él. Sin embargo, el festival que se celebró con la mayor pompa y grandeza fue el festival de Mawlid para celebrar el nacimiento del profeta islámico Muhammad. Durante Mawlid personas de provincias vecinas vinieron a la ciudad para celebrar. Por orden de Quli Khan, se encendieron chirag o lámparas en todos los lugares religiosos, como mezquitas e imambararas.
Quli Khan también imitó la tradición mogol de tener un durbar en la ciudad a la que asistieron banqueros de la ciudad, turistas extranjeros y representantes de compañías europeas. Debido al aumento en el comercio, surgió una nueva clase de hombres de negocios que también asistieron a su durbar. Debido a su naturaleza piadosa, Quli Khan siguió estrictamente el islam y, según las reglas islámicas, los visitantes eran alimentados dos veces al día.
Antes de que Quli Khan fuera el nawab de Murshidabad, la ciudad era un importante exportador de arroz en toda la India. Pero, después de que se convirtió en el nawab c. 1720, aprobó una ley que prohibía la exportación de arroz. Por esta razón, el costo del arroz en la región aumentó.
El historiador Chowdhury dice que la condición de los hindúes durante su reinado fue "también buena" ya que "se hicieron más ricos" (sic). Aunque Quli Khan era musulmán, los hindúes estaban empleados en el departamento de impuestos principalmente porque pensaba que eran expertos en el campo; También podían hablar persa con fluidez. Sin embargo, si fueron encontrados culpables de estafa, Quli Khan impuso duros castigos en comparación con los impuestos a los musulmanes.

## Muerte y sucesión
Quli Khan murió el 30 de junio de 1727. Fue sucedido inicialmente por su nieto Sarfaraz Khan. Pero su padre Shuja-ud-Din Muhammad Khan no aceptó la sucesión, y planeo pelear una guerra contra él. Khan se rindió sin luchar y Shuja-ud-Din se convirtió en el nawab en 1727. Sarfaraz ascendió al trono después de la muerte de su padre en 1739, solo para ser derrotado y reemplazado por Alivardi Khan en 1740. Siraj ud-Daulah se convirtió en nawab en 1756 solo para ser derrotado por la British East Indian Company en 1757 en la Batalla de Plassey, después de lo cual estableció el gobierno de la compañía.
- Datos: Q3634642
- Multimedia: Murshid Quli Khan / Q3634642